# غيوم كاني
غيوم كانيه (بالفرنسية: Guillaume Canet)‏ (و. 1973 – م) هو كاتب سيناريو، وممثل، وممثل أفلام، ومخرج سينمائي من فرنسا . ولد في بولون-بيانكور .

## التعليم
تعلم في Cours Florent

## روابط خارجية
- غيوم كانيه على موقع IMDb (الإنجليزية)
- غيوم كانيه على موقع ميتاكريتيك (الإنجليزية)
- غيوم كانيه على موقع روتن توميتوز (الإنجليزية)
- غيوم كانيه على موقع مونزينجر (الألمانية)
- غيوم كانيه على موقع قاعدة بيانات الأفلام العربية
- غيوم كانيه على موقع ألو سيني (الفرنسية)
- غيوم كانيه على موقع ميوزك برينز (الإنجليزية)
- غيوم كانيه على موقع تيرنر كلاسيك موفيز (الإنجليزية)
- غيوم كانيه على موقع أول موفي (الإنجليزية)
- غيوم كانيه على موقع قاعدة بيانات الأفلام السويدية (السويدية)